# Петропавловское сельское поселение (Бичурский район)
Се́льское поселе́ние «Петропавловское» (бур. Петропавловскын hомон) — муниципальное образование в Бичурском районе Бурятии Российской Федерации.
Административный центр — село Петропавловка.

## История
Статус и границы сельского поселения установлены Законом Республики Бурятия от 31 декабря 2004 года № 985-III «Об установлении границ, образовании и наделении статусом муниципальных образований в Республике Бурятия»

## Население
| 2002 | 2011  | 2012 | 2013 | 2014 | 2015 | 2016 |
| ---- | ----- | ---- | ---- | ---- | ---- | ---- |
| 1111 | ↘1021 | ↘960 | ↘952 | ↘925 | ↘903 | ↘899 |
| 2017 | 2018  | 2019 | 2020 | 2021 | 2023 | 2024 |
| ↘872 | ↘848  | ↘843 | ↘823 | ↘712 | ↘681 | ↘659 |

## Состав сельского поселения
| № | Населённый пункт | Тип населённого пункта       | Население |
| - | ---------------- | ---------------------------- | --------- |
| 1 | Алтачей          | улус                         | ↘76       |
| 2 | Петропавловка    | село, административный центр | ↘608      |
| 3 | Покровка         | село                         | ↘298      |
| 4 | Судутуй          | улус                         | ↘38       |